# Taastrup Realskole
Taastrup Realskole er en privatskole der blev blev grundlagt i 1905. Skolen ledes af skoleleder Kennet Hallgren, og er med sine mere end 700 elever, en af Taastrups største skoler. Det er en skole med mange traditioner, baseret på den traditionelle skoleform. Der synges morgensang, der er fokus på sprog og på at alle gør det bedste de kan. Skolen tilbyder  både klassiske og nye undervisningsformer, forskningsbaserede læringsmetoder og IT, så børnene er bedst rustet til det samfund, der møder dem. 
| Skole | Spire Denne artikel om en skole, en uddannelsesinstitution eller uddannelse er en spire som bør udbygges. Du er velkommen til at hjælpe Wikipedia ved at udvide den. |

55°38′58.63″N 12°18′22.28″Ø / 55.6496194°N 12.3061889°Ø